# Landolphia trichostigma
Landolphia trichostigma är en oleanderväxtart som beskrevs av Jumelle. Landolphia trichostigma ingår i släktet Landolphia och familjen oleanderväxter. Inga underarter finns listade i Catalogue of Life.